# Analog Země

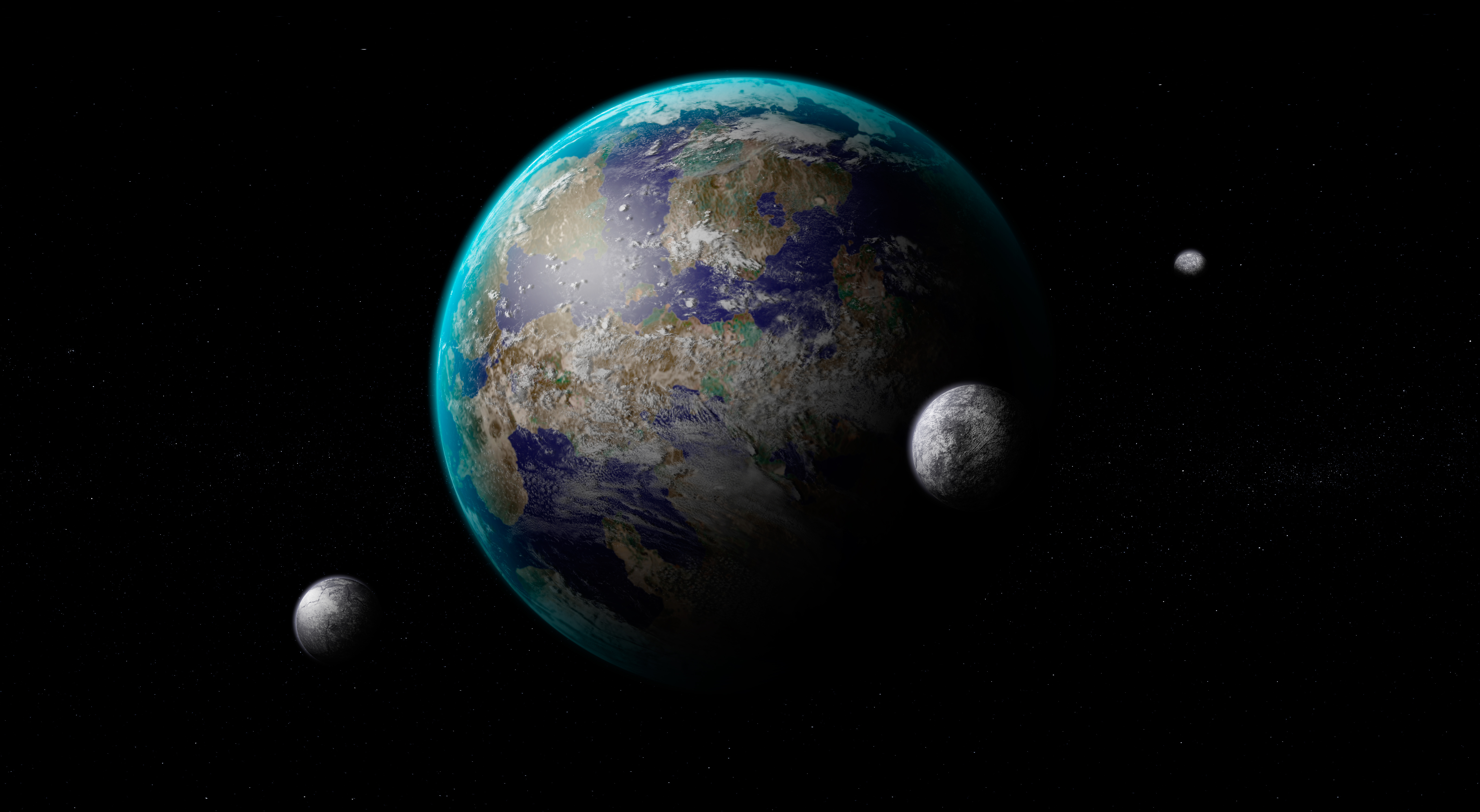
Umělecké zobrazení analogu Země obíhajícího hvězdu podobnou Slunci.

Analog Země je exoplaneta nebo exoměsíc, jehož podmínky na povrchu jsou podobné podmínkám na Zemi. Tento termín se někdy zaměňuje s označením „planeta podobná Zemi“, ale tento pojem zahrnuje i jiné terestrické planety než analog Země.
Hledání analogů Země je klíčovým cílem astrobiologie a výzkumu exoplanet. Předpokládá se, že planeta s podmínkami podobnými Zemi by mohla být schopna podporovat komplexní život.
Analogům Země se přisuzuje důležitost také v rámci diskusí o terraformaci a kolonizaci vesmíru. Existují i návrhy, že lidstvo by mohlo uměle vytvořit analog Země prostřednictvím terraformace blízkých planet, například Marsu nebo Venuše.

## Historie konceptu
Myšlenka existence planet podobných Zemi byla dlouho předmětem filozofických úvah a inspirací pro vědeckou fantastiku. Filozofové často spekulovali, že vzhledem k obrovské velikosti vesmíru musí existovat alespoň jedna planeta s podmínkami podobnými Zemi. Princip průměrnosti naznačuje, že Země není v ničem výjimečná a že podobné planety by měly být ve vesmíru běžné. Na druhou stranu hypotéza vzácné Země tvrdí, že podmínky, které umožňují existenci složitějšího života, jsou natolik specifické, že planety jako Země budou velmi vzácné.
V polovině 20. století byl Mars považován za planetu nejvíce podobnou Zemi, a to díky podobnosti v ose rotace a pozorovaným sezónním změnám na povrchu. Tyto spekulace však vyvrátily mise Mariner a Viking, které odhalily, že povrch Marsu je suchý, chladný a nehostinný.

## Kritéria pro analog Země
Aby byla planeta považována za analog Země, musí splňovat několik klíčových kritérií:
- Velikost a hmotnost – Planeta musí být podobné velikosti a hmotnosti jako Země, což zvyšuje pravděpodobnost udržení atmosféry.[5]
- Přítomnost vody – Tekutá voda je považována za základní předpoklad života.[6]
- Atmosféra – Stabilní atmosféra chránící před kosmickým zářením.[7]

## Výzkum a objevy
Od 90. let 20. století objevili astronomové tisíce exoplanet. Mise jako Kepler a TESS umožnily identifikaci potenciálních analogů Země.
V roce 2015 NASA oznámila objev Kepler-452b, který byl považován za první potvrzený analog Země. Novější mise, jako je Vesmírný dalekohled Jamese Webba, slibují přesnější měření a objevování dalších podobných planet.

## Budoucí výzkum
Budoucí mise, jako je Vesmírný dalekohled Jamese Webba (JWST), nebo plánované mise European Extremely Large Telescope (E-ELT) a Vesmírný dalekohled Nancy Grace Romanové, budou zaměřeny na detekci a analýzu atmosfér planet podobných Zemi. Tyto technologie by mohly odhalit známky života prostřednictvím detekce biosignatur, jako je přítomnost kyslíku, metanu nebo vody v atmosféře.
Mnoho vědců se rovněž zaměřuje na průzkum Alfa Centauri a Proxima Centauri, které jsou nejbližšími hvězdnými systémy a obsahují potenciálně obyvatelné planety, jako je Proxima Centauri b.

## Závěr
Analog Země představuje důležitý cíl pro vědecký výzkum, neboť hledání planet s podmínkami podobnými Zemi může odhalit mnohé o možnostech života ve vesmíru. Současné objevy jsou pouze začátkem rozsáhlého úsilí, které může jednou přinést odpověď na otázku, zda jsme ve vesmíru sami.